# スラヴォリュブ・スルニッチ
スラヴォリュブ・スルニッチ（セルビア語: Славољуб Срнић, Slavoljub Srnić、1992年1月12日 - ）は、セルビアのサッカー選手。ポジションはミッドフィールダー。

## クラブ歴
双子のスルニッチ兄弟はシャバツに生まれ、ともにFKマチュヴァ・シャバツの下部組織からレッドスター・ベオグラードの下部組織に移籍し、2010年に二人ともレッドスター・ベオグラードでトップチームに昇格した。ユース時代には「オグニェン・コロマンの教え子」とも喩えられた。2010年11月6日にプロ初出場。その後兄弟二人ともにFKソポトとFKチュカリチュキにレンタル移籍となった。チュカリチュキでのレンタル中に彼はMozzart Sportによってセルビア・プルヴァ・リーガの最優秀選手とされるほどに活躍した。レンタル移籍終了後、彼ら兄弟はレッドスター・ベオグラードへの復帰を拒み、レッドスター・ベオグラードの給与未払い問題による訴訟等があったものの、2013年6月にFKチュカリチュキに完全移籍した。彼の貢献もあり、2013-14シーズンにはセルビア・スーペルリーガでプレーする事が出来た。2013年10月6日に行われた古巣のレッドスター・ベオグラード戦では後半に投入されるとピッチに立ってから17秒でアシストを記録し、得点も決めた。なお、その翌日にはアンダー代表から招集された。
2015年8月31日にレッドスター・ベオグラードと3年契約を締結し復帰。この移籍には監督のミオドラグ・ボージョヴィッチの要望があったという。2018年3月7日にレッドスター・ベオグラードでの100試合出場を達成した。

## 代表歴
2013年10月7日にラザル・マルコヴィッチが負傷したためにUEFA U-21欧州選手権2015予選のU-21代表に追加招集されたが、出場はならなかった。U-21代表初出場は2014年9月9日の北アイルランドU-21代表戦にまで縺れ込んだが、この試合で2得点を決めて4-1の勝利に貢献した。

## 家族
双子のドラゴリュブ・スルニッチもサッカー選手。

## タイトル
チュカリチュキ
- セルビア・カップ: 2014-15

レッドスター・ベオグラード
- セルビア・スーペルリーガ: 2015-16